# Индуизм и христианство
Взаимоотношения индуизма с христианством исторически базировались на неравном балансе политического и культурного влияния.

## История взаимоотношений (краткий очерк)
Среди современных западных исследователей принято считать, что первые христианские общины на Индийском субконтиненте появились в V—VI веках в Южной Индии. Однако потомки древних христиан Индии называют себя христианами апостола Фомы и считают этого апостола основоположником своей церкви, о проповеди которого в Индии сообщают и древние церковные писатели.
И все же массовое распространение христианства в Индии началось только во время британского колониального правительства, покровительством и защитой которого пользовались британские христианские миссионеры, глубоко осуждавшие такие практики индуизма, как поклонение мурти (рассматривавшееся как идолопоклонство), ритуал сати и детские свадьбы. Те же обрядовые и социальные аспекты индуизма подверглись критике со стороны некоторых деятелей реформаторских и «неоведантических» движений в индуизме. С начала XIX века, эти новые индуистские движения превознесли монизм некоторых Упанишад и выступили инициатором общественных преобразований и диалога с другими религиозными традициями.

## Христианство с точки зрения индуистов
Многие индуисты с готовностью принимают этические учения Евангелия, в особенности Нагорную проповедь
(которая оказала большое влияние на Ганди), но отвергают богословскую структуру христианства. Они рассматривают христианские понятия о любви и её влияния в обществе как сродные концепции бхакти и обычно почитают Иисуса Христа как святого, не приемля, однако, организационную структуру и исключительность христианства, считая это препятствием к сотрудничеству и взаимообмену. Большинство индуистов придерживаются мнения Ганди по этому вопросу: миссионеры должны ограничить свою деятельность социальным служением, не пытаться обращать индуистов в христианство и вместо этого попытаться найти общие точки соприкосновения между индуизмом и христианством. Подобные чувства индуистов в конце XX — начале XXI века перелились через край и нашли своё выражение в нападениях на христиан-далитов и их церкви в различных частях Индии, в особенности в Ориссе и Гуджарате.
Отношение многих индуистов к этому вопросу показывает часто практикуемое в современной Индии определение детей из индуистских семей для обучения в высококачественные и часто англоязычные школы, принадлежащие и поддерживаемые различными христианскими организациями. При этом, среди родителей практически не существует опасений того, что присутствие христианского религиозного элемента в школьной программе побудит их детей отказаться от веры своих родителей.